# Fiscal
Fiscal – gmina w Hiszpanii, w prowincji Huesca, w Aragonii, o powierzchni 170,06 km². W 2011 roku gmina liczyła 346 mieszkańców.